# Svenska Filmkritikerförbundet
Svenska Filmkritikerförbundet är en intresseorganisation för svenska filmkritiker och grundades i början av 1960-talet. Förbundet organiserar samtal och filmvisningar, delar ut priser och publicerar intervjuer med filmkritiker. Varje år hålls en omröstning bland förbundets medlemmar om årets bästa svenska film, och vinnaren får ett pris som heter Greta. Förbundet publicerade tidigare en medlemstidning som hette Hets, under åren 1996 till 2006, men finns nu på filmkritiker.se. Sedan 2022 är filmvetaren och kritikern Fredrik Gustafsson ordförande.